# Kentucky
Kentucky, oficialmente Mancomunidad de Kentucky (en inglés Commonwealth of Kentucky), es uno de los cincuenta estados que, junto con Washington D. C., forman los Estados Unidos. Su capital es Frankfort y su ciudad más poblada, Louisville.
Está ubicado en la región Sur del país, división Centro Sureste. Limita al norte con el río Ohio, que lo separa de Illinois (al noroeste); Indiana y Ohio, al noreste con los ríos Big Sandy y Tug Fork, que lo separan de Virginia Occidental; al sureste con Virginia, al sur con Tennessee y al oeste con el río Misisipi, que lo separa de Misuri. Fue admitido en la Unión el 1 de junio de 1792, como el estado número 15.
Aunque el centro de su actividad económica son la manufactura de productos industrializados y el turismo, buena parte del estado es predominantemente rural, con la agricultura como principal fuente de ingresos.
Anteriormente, se creía que el origen del nombre del estado venía de una palabra amerindia que significa «terreno de caza oscuro y sangriento», porque las tribus nativas que vivían en la región cazaban dentro de los densos bosques del estado, y porque a menudo estas tribus luchaban entre sí en estos bosques. Sin embargo, actualmente se cree que la palabra Kentucky puede ser atribuida a numerosos idiomas indígenas, con varios significados posibles. Algunos de estos significados son «tierra del mañana», «tierra de caña y pavos» y «pradera». La región donde está localizada actualmente Kentucky fue colonizada originalmente por pobladores de la colonia británica de Pensilvania en 1774, pero pasó a ser controlada por Virginia durante la Guerra de Independencia de 1776, y se convirtió en el decimoquinto estado estadounidense en formar parte de la Unión el 1 de junio de 1792.
Kentucky es una tierra con ambientes diversos y recursos abundantes. Posee el sistema de cuevas más largo del mundo, la mayor longitud de corrientes y canales navegables de los Estados Unidos continentales (sin Alaska y Hawái), los dos lagos artificiales más grandes al este del río Misisipi y el yacimiento de carbón más productivo del país. Kentucky es mundialmente conocido por sus caballos purasangre, las carreras de caballos (especialmente el Derbi de Kentucky), las destilerías de bourbon, la música bluegrass, el tabaco y sus equipos de baloncesto universitario.

## Historia

### Prehistoria - 1792
Diferentes tribus de nativos norteamericanos vivían en la región donde se localiza actualmente Kentucky unos diez mil años antes de la llegada de los primeros exploradores europeos. Estas tribus eran principalmente cheroqui, delaware y shawnee, así como los iroqueses. Estos últimos constantemente atacaban a otros asentamientos indígenas.
Según una carta real firmada por Jacobo I en 1609, el territorio que posteriormente se convertiría en Kentucky fue atribuido a la colonia de Virginia. No obstante, en 1750 todavía se trataba de un territorio ampliamente desconocido cuando se propuso explorarlo y buscar allí tierras propicias a la colonización. A lo largo del final del siglo XVII y de las primeras décadas del siglo XVIII, diversos exploradores británicos y franceses exploraron la región.
Gran parte de lo que actualmente es Kentucky fue comprado a los nativos norteamericanos por los tratados de Fort Stanwix (1768) y Sycamore Shoals (1775). Posteriormente, Kentucky creció rápidamente cuando se fundaron los primeros asentamientos al oeste de las montañas Apalaches, con colonos (sobre todo de Virginia, Carolina del Norte y Pensilvania) que se incorporaban a la región a través de un pasaje entre los montes Apalaches denominado Cumberland Gap y del río Ohio. El más famoso de estos primeros exploradores y colonos fue Daniel Boone, considerado tradicionalmente uno de los fundadores del estado. En 1775 comenzó la Guerra de Independencia de los Estados Unidos. Como los shawnee del norte del río Ohio no estaban conformes con los asentamientos en Kentucky, se aliaron con los británicos durante la guerra. Kentucky fue un campo de batalla durante la guerra; la Batalla de Blue Licks, una de las últimas batallas importantes de la revolución, se desarrolló en Kentucky.
En 1776, Kentucky pasó a ser oficialmente controlada por Estados Unidos y la región se convirtió en uno de los condados de Virginia, atrayendo habitantes de otras regiones de Virginia. Sin embargo, los iroqueses continuaron atacando asentamientos estadounidenses. Estos indígenas estaban equipados con armas de fuego suministradas por los británicos. Estos controlaban una pequeña región en el noroeste del actual estado de Kentucky. Una fuerza militante, controlada por George Rogers Clark, conquistó los tres asentamientos británicos que se localizaban en el noroeste de la región. Tales asentamientos suministraban las armas modernas a los iroqueses. Con la captura de estos asentamientos, los ataques iroqueses disminuyeron.

Mapa de Kentucky publicado en 1784 por John Filson.

Virginia nunca demostró demasiado interés por apropiarse de Kentucky; de hecho, la incorporación de la región como un condado de Virginia se había hecho solamente como una declaración de reivindicación de posesión de Estados Unidos de la región de Kentucky (que anteriormente al inicio de la guerra no formaba parte de ninguna de las Trece Colonias). La guerra de independencia estadounidense terminó en 1783. Nueve años después, el 1 de junio de 1792, Kentucky se convirtió oficialmente en el decimoquinto estado estadounidense, e Isaac Shelby, un soldado héroe de la Guerra de Independencia, fue elegido el primer (y posteriormente quinto) gobernador de la Commonwealth de Kentucky.
Al acabar la guerra contra Gran Bretaña, los Estados Unidos se vieron con un enorme problema: pagar las deudas que tenían con Francia y España. Este problema fue tan grande que Kentucky incluso planeó salirse de la Unión y adherirse a la Corona española. Sin embargo, el pago no fue nunca efectuado; de lo contrario, la nueva nación se habría arruinado.

### 1792 - 1865
Durante las primeras décadas del siglo XIX, Kentucky prosperó económicamente. Los ricos pastos de la región central de Kentucky hacían de ella un lugar ideal para la crianza de caballos. El tabaco empezó a ser cultivado a gran escala en Kentucky a partir de la década de 1830. Cerca de 30 años después, Kentucky ya era la mayor productora de tabaco del país. Otros cultivos importantes eran el maíz y el trigo. Kentucky también se convirtió en una de las mayores productoras de bebidas alcohólicas (principalmente de bourbon whisky) a partir de la década de 1840. La variedad de ríos que atraviesan el estado ayudaron a los agricultores y a los comerciantes de Kentucky a prosperar. Estas haciendas utilizaban gran cantidad de trabajo esclavo.

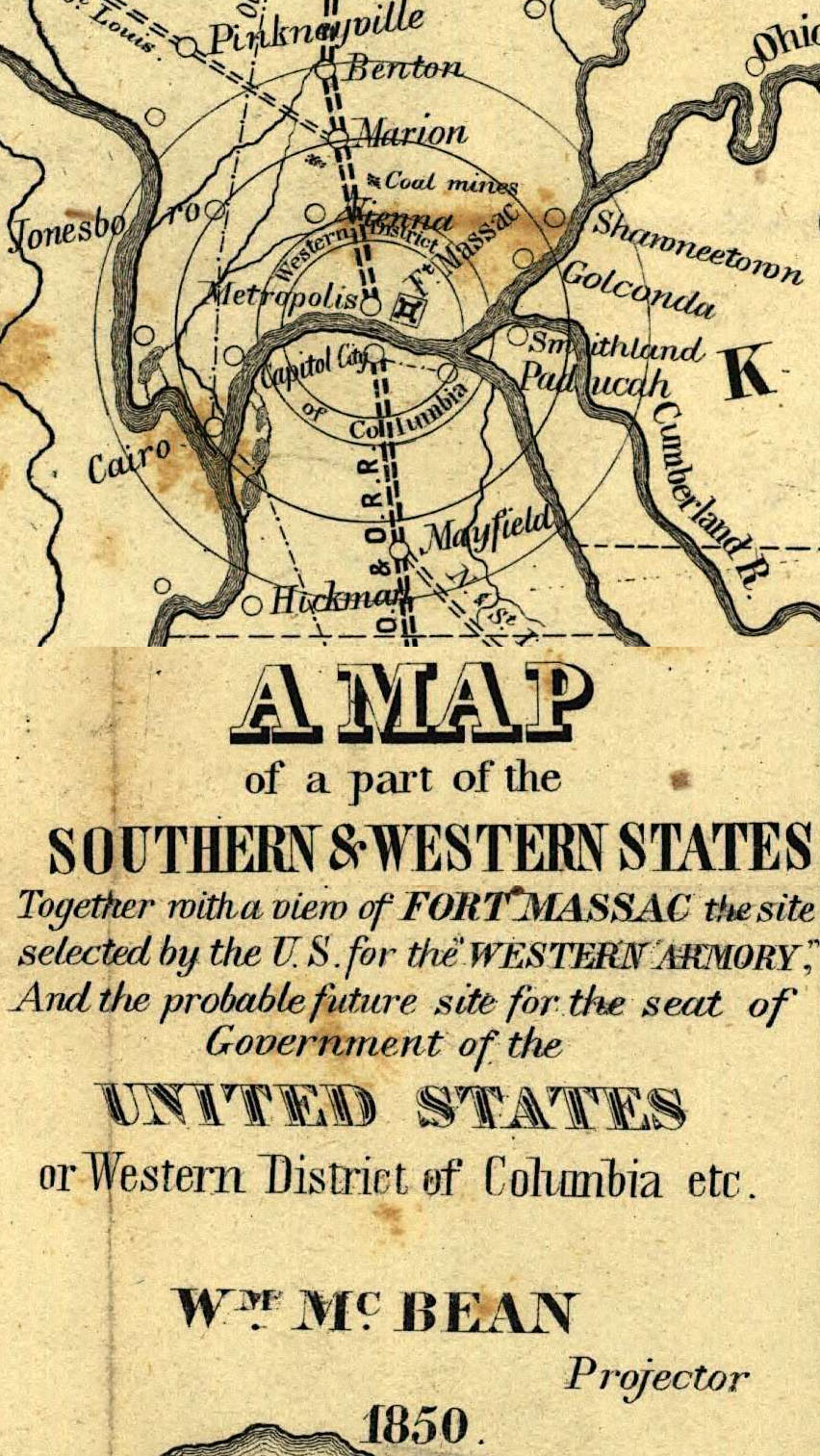
Mapa de 1850 del planeado Distrito Occidental de Columbia, que pretendía sustituir al Distrito de Columbia como la capital de los Estados Unidos.

En 1818, el presidente Jackson aseguró la posesión de la actual porción occidental de Kentucky —hasta entonces disputada con los nativos— a través de compraventa formal de esta región a los indígenas.
Durante la década de 1850, el Gobierno de los Estados Unidos consideró cambiar su capital, el Distrito de Columbia, en dirección al oeste, por el que fue llamado en la época como Distrito Occidental de Columbia. Esta capital estaría entre Capitol City (localizada en Kentucky) y Metropolis (Illinois). Sin embargo, estos planes nunca pasaron del papel.
La guerra civil estadounidense se inició en 1861. Kentucky, inicialmente, declaró su neutralidad en la guerra, no demostrando interés en participar activamente al lado de la Unión (Estados Unidos en sí) o de los Estados Confederados de América. Oficialmente, sin embargo, Kentucky aún formaba parte de la Unión, por lo que tropas confederadas invadieron Kentucky en enero de 1862, siendo expulsados por fuerzas de la Unión en octubre del mismo año.
Durante la guerra, la población de Kentucky estaba dividida. Muchos eran pro-abolicionistas, especialmente los habitantes que vivían en los principales centros urbanos del estado. Otros, principalmente agricultores, estaban a favor del uso del trabajo esclavo. Los pro-abolicionistas querían la participación del estado al lado de la Unión, y los que apoyaban el uso del trabajo esclavo querían que Kentucky se uniera a la Confederación. Incluso familias enteras estaban divididas. Cerca de 75 mil habitantes del estado lucharon al lado de la Unión, y cerca de 30 mil personas lucharon al lado de la Confederación.
Al final de la guerra, Kentucky todavía formaba parte de la Unión. Sin embargo, el gobierno de los Estados Unidos tomó decisiones que disgustaron a la gran mayoría de los habitantes del estado. Los esclavos fueron liberados sin indemnización para sus dueños, la economía de Kentucky, por aquel entonces principalmente agraria, estaba hecha harapos. Además de eso, tropas de la Unión ocuparon el estado, a pesar de haber participado activamente al lado de la Unión. Estas tropas permanecieron en el estado hasta 1870, compuestas fundamentalmente por afroamericanos y ocupando áreas que habían apoyado a los sudistas. La moral de los habitantes de Kentucky decayó drásticamente. Durante una década el estado entraría en una gran recesión económica, principalmente causada por una caída drástica en las ventas de tabaco al exterior.

### 1865 - actualidad
Fue solamente a partir de mediados de la década de 1870 cuando la economía de Kentucky comenzó a recuperarse, lenta y gradualmente, gracias a la construcción ferroviaria a lo largo del territorio. Finalmente, la demanda del tabaco en el exterior aumentó, e inmediatamente se convirtió en la principal fuente de renta del estado, causando recesiones económicas cuando los precios del tabaco caían en el mercado internacional. Otro cambio fue un creciente interés de la población por las carreras de caballos, desarrollando enormemente la cría caballar en el estado. El famoso Derby de Kentucky, actualmente la carrera de caballos más famosa del país, es un evento anual de Louisville. La primera carrera fue realizada en 1875.
Sin embargo, buena parte de la población de Kentucky vivía en la pobreza. Había un gran descontento con el gobierno estatal entre la población. En 1900, casi se produce una guerra civil, debido a un conflicto político sobre los resultados y posibles fraudes en las elecciones para gobernador, y cuando William Goebel, que estaba en proceso de impugnar la elección de 1899, fue asesinado. Se realizaron unos nuevos comicios y la guerra civil no llegó a producirse. Goebel continúa siendo el único gobernador de un estado estadounidense en haber sido asesinado durante su mandato.
Un monopolio del cultivo y venta de tabaco surgió a finales del siglo XIX, y varios hacendados y comerciantes, entre 1904 y 1909, atacaron este monopolio provocando incendios en depósitos y plantaciones, en la que fue conocida como la Guerra del Tabaco. 
La Guerra del Tabaco provocó una nueva recesión en la economía de Kentucky a lo largo de las primeras décadas del siglo XX. Los efectos de esta recesión fueron agravados por la Gran Depresión. Muchos hacendados se quedaron endeudados y fueron obligados a abandonar sus granjas y a trasladarse a las ciudades. La pobreza y el desempleo asolaron la población de las ciudades del estado. El gobierno de Kentucky reaccionó a través de la construcción de varias autopistas, vías rápidas y fábricas estatales, disminuyendo los efectos de esta gran recesión a finales de la década de 1930. La Segunda Guerra Mundial acabó con la recesión económica de Kentucky y el estado se industrializó rápidamente. Una década después del final de la guerra, la principal fuente de renta de Kentucky era la industria de manufactura y la mayoría de la población del estado ya vivía en áreas urbanas. 
La minería del carbón también se convirtió en otra gran fuente de renta del estado. Kentucky es actualmente el segundo mayor productor de carbón de Estados Unidos, solo detrás de Virginia Occidental. Sin embargo, los métodos utilizados para la minería del carbón (remoción del suelo que cubre las minas de carbón, exponiendo al aire libre el carbón) causaban gran erosión y contaminación en las regiones donde era extraído el carbón, principalmente a causa de la lluvia. En 1978, el gobierno de Kentucky obligó a todas las empresas mineras del carbón a la utilización de nuevos métodos de minería y a restituir la región cuyo suelo fue removido para la obtención de carbón a las condiciones originales. Estas empresas, a causa del alto coste del acondicionamiento y de las nuevas técnicas, trajo como consecuencia el despido de centenares de trabajadores, para poder continuar las explotaciones en condiciones de rentabilidad. Desde entonces, estas empresas modernizaron sus minas y continuaron despidiendo a más trabajadores, generando miles de personas desempleadas —muchas de ellas sin haber completado estudios medios. A pesar de todo la minería del carbón es todavía una fuente de renta primaria de Kentucky, y el estado aún es el segundo mayor productor nacional de carbón. 
A partir de la década de 1960, el turismo se convirtió en una de las principales fuentes de riqueza de Kentucky. El estado, además, se convirtió en uno de los centros de la producción automovilística estadounidense. Desde entonces, la industria ha sido la principal fuente de renta de Kentucky.

## Geografía física

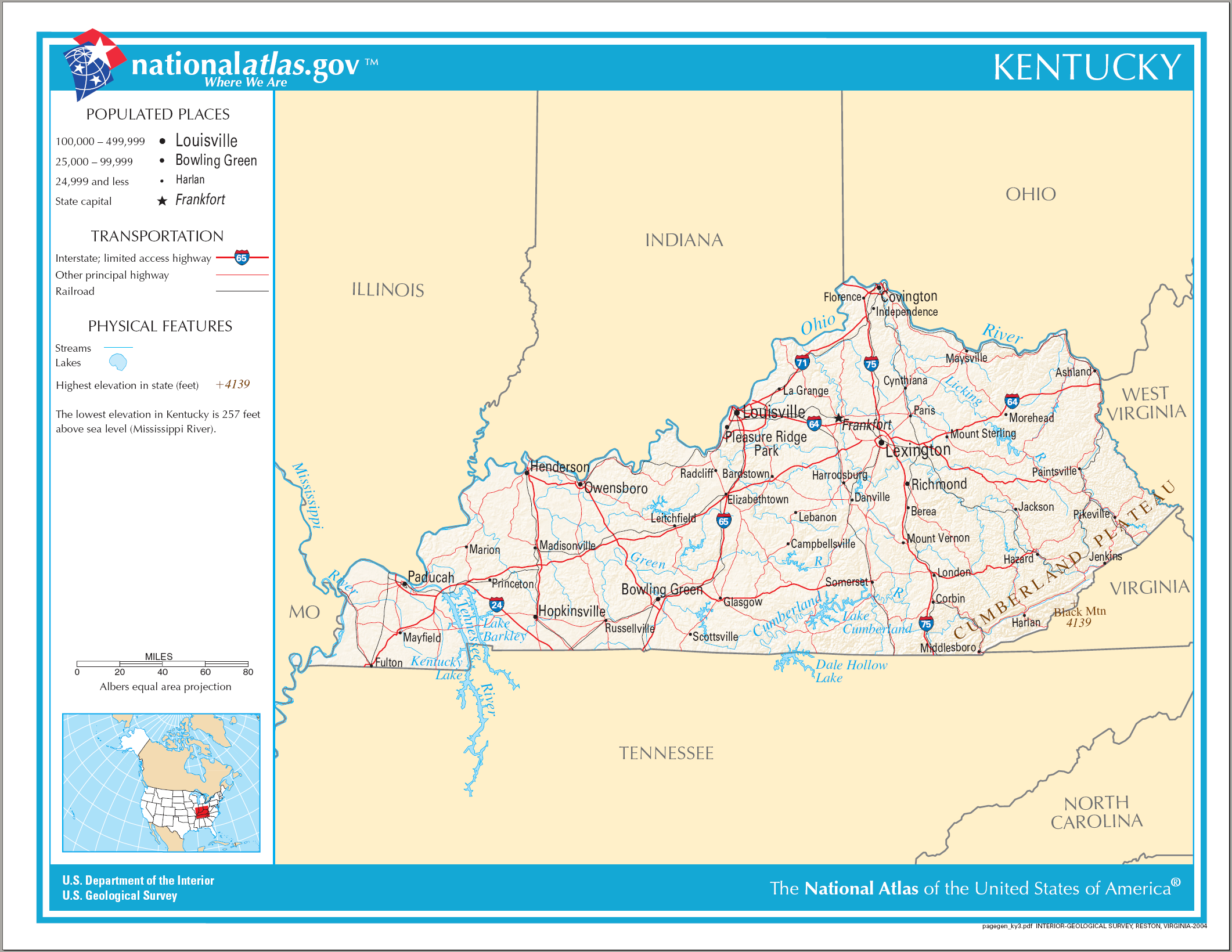
Mapa de Kentucky

Kentucky está rodeado completamente por otros estados estadounidenses: limita al norte con Indiana y Ohio, al nordeste con Virginia Occidental, al este con Virginia, al sur con Tennessee, al noroeste con Illinois y al oeste con Misuri. Los bosques cubren cerca del 30% del estado. 
Toda la frontera norte de Kentucky con otros estados está formada enteramente por el río Ohio, que sirve como división natural entre Kentucky y los estados septentrionales. La frontera occidental está formada por el río Misisipi. Kentucky es el único estado estadounidense que posee parte de su territorio en un exclave localizado dentro de otro estado estadounidense. Un pequeño pedazo de tierra en el extremo occidental (de hecho, el punto más occidental del estado): el Kentucky Bend, una especie de península fluvial, está cercada por tres lados por el río Misisipi, haciendo frontera al norte con Misuri y al sur con Tennessee. Este enclave anteriormente formaba parte del cuerpo principal de Kentucky. Sin embargo, un gran terremoto en 1811 en la región desvió el curso del río Misisipi —que entonces ya actuaba como una frontera natural entre Kentucky y Misuri— separándolo del resto de Kentucky. Sin embargo, este enclave continuó formando parte de Kentucky, aun estando aislado del resto del estado.
Kentucky puede ser dividida en cinco regiones geográficas:

Mapa de las cinco regiones geográficas de Kentucky. Knobs forma parte de la Bluegrass Region.

- La Jackson Purchase (Región de la Compra de Jackson) se localiza en el extremo occidental de Kentucky. Esta área formó parte de Kentucky desde que el estado entró a la Unión en 1792, pero que era disputada por los indígenas que vivían en la región. Andrew Jackson compró estas tierras de los nativos norteamericanos en 1818, y asegurando así su posesión al estado de Kentucky. Esta región se caracteriza por la presencia de grandes llanuras, y por poseer las zonas más bajas del estado. El punto menos elevado de Kentucky, con sus 78 metros, se localiza en esta región.[2]
- La Pennyroyal Plateau se localiza a lo largo del centro-sur del estado. Se caracteriza por su terreno poco accidentado y su suelo fértil, así como por la presencia de sierras rocosas al norte de la región.
- Los Western Coal Fields (Campos Occidentales de Carbón) en la región centro-noroeste del estado. Se caracteriza por su terreno accidentado, por su suelo fértil y, principalmente, por sus grandes reservas de carbón (la región produce cerca del 70% del carbón mineral del estado).
- Los Cumberland Plateau (meseta de Cumberland) ocupan todo el Este de Kentucky. Caracterizados por su terreno accidentado, con mesetas, sierras, valles, ríos y lagos. Posee las cotas más altas del estado. Aquí se encuentra la Black Mountain (Montaña Negra), que, con sus 1.263 metros de altitud, es el punto más elevado del estado.[2]
- La Bluegrass Region se encuentra en el Norte de Kentucky. Esta región se caracteriza por su terreno poco accidentado y por sus pastos. La mayor parte de los rebaños vacunos y equinos son criados en esta región. Al largo del este, sur y del oeste de esta región se localiza una subregión del Bluegrass, la Región de los Knobs. La región de los Knobs posee varias rocas que poseen un formato cónico, asemejándose a pomos cuando son vistas de lejos, y a botones vistas desde el cielo.

### Hidrología
Los más de 140 000 km de corrientes fluviales de Kentucky proporcionan uno de los sistemas fluviales más expansivos y complejos de Estados Unidos. Kentucky tiene el lago artificial más grande al este del Misisipi por volumen de agua (lago Cumberland) y por superficie (lago Kentucky). Es el único estado estadounidense que tiene tres ríos como frontera con otros estados —el río Misisipi al oeste, el río Ohio al norte y el río Big Sandy al este—. Sus principales cauces internos incluyen los ríos Kentucky, Tennessee, Cumberland, Verde y Licking.
Aunque solo tiene tres lagos naturales importantes, en el estado están ubicados muchos lagos artificiales. Kentucky también tiene más kilómetros navegables de agua que cualquier otro estado de los EE. UU., después de Alaska.

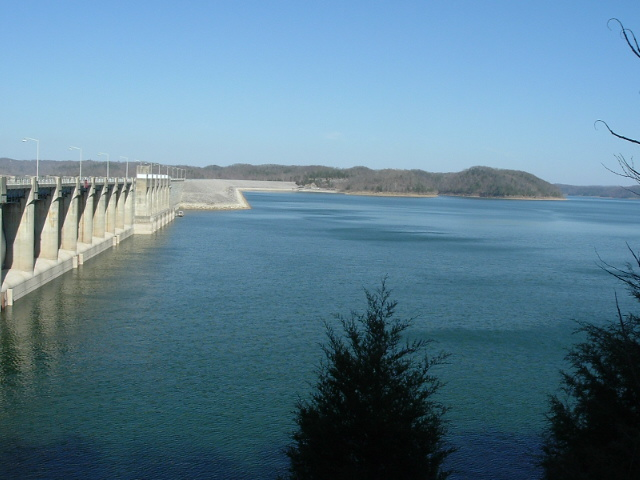
El lago Cumberland es el mayor lago artificial al este del río Misisipi
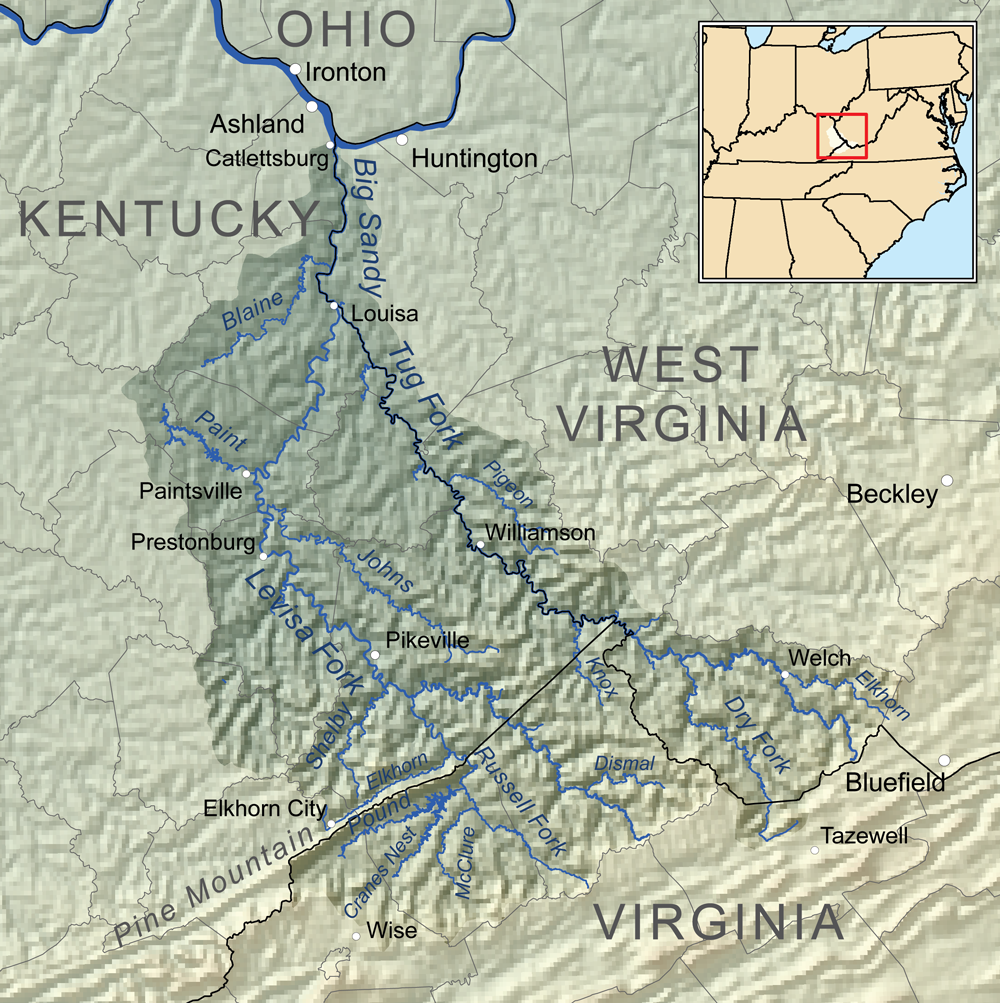
El río Big Sandy y una de sus fuentes —el Tug Fork— marcan la frontera noreste de Kentucky con Virginia Occidental
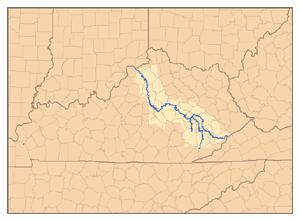
Río Kentucky, que fluye en dirección noroeste por el este del estado
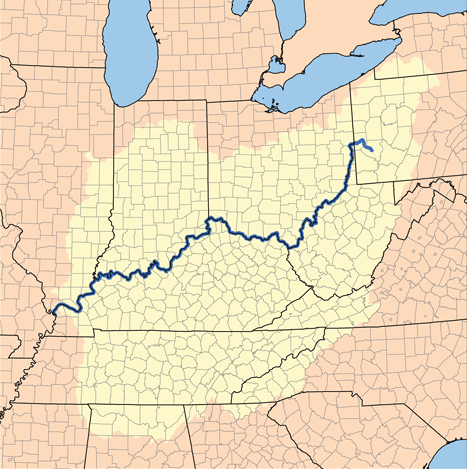
El río Ohio forma toda su frontera norte, con los estados de Illinois, Indiana y Ohio
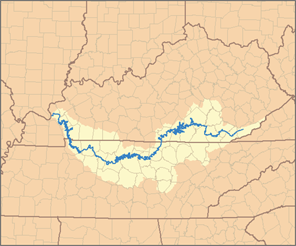
Río Cumberland, que fluye por el sur del estado, y también por Tennessee
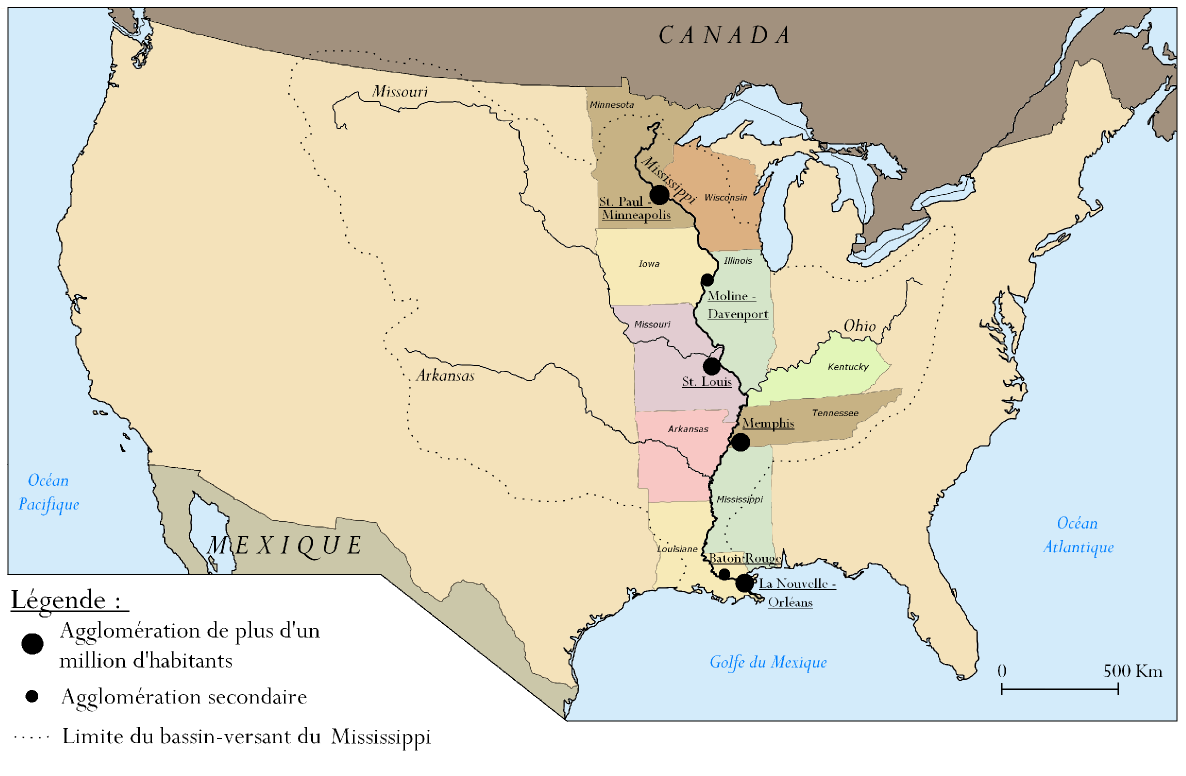
La corta frontera de Kentucky al oeste —con Misuri— la delimita el río Misisipi

### Clima

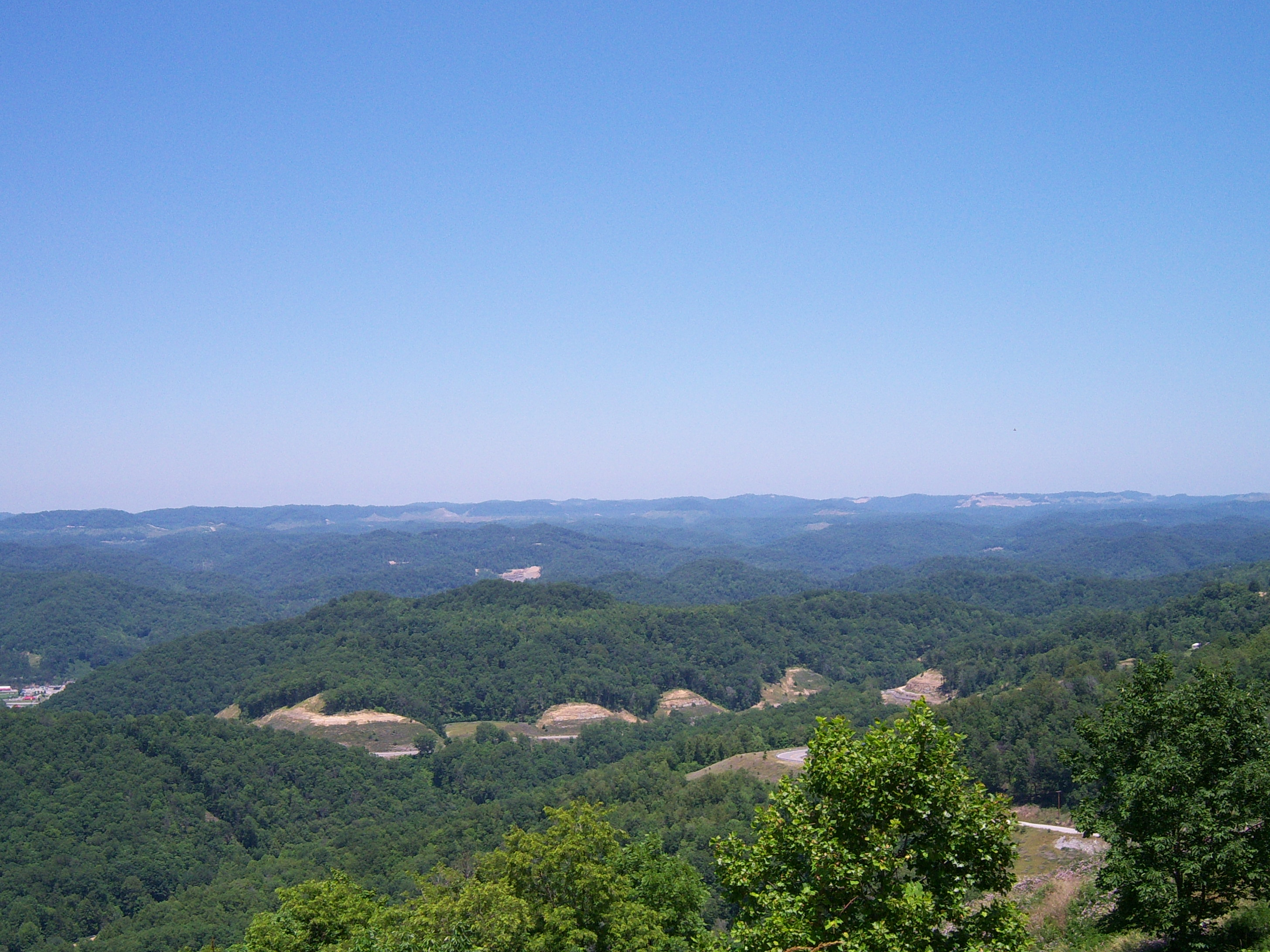
Pine Mountain, parte de los montes Apalaches, cerca de Whitesburg (Kentucky)

Kentucky posee un clima templado, con veranos calientes e inviernos relativamente fríos. La temperatura en el estado no varía mucho de una región a otra.
En invierno, las temperaturas caen gradualmente a medida que se viaja en dirección al norte. El sur de Kentucky posee temperaturas medias de 2 °C, mientras que el centro-norte posee una temperatura media de -1 °C. La media de las mínimas en Kentucky, en el invierno, es de -3 °C, y de las máximas, de 7 °C. Las extremas varían entre -30 °C y 18 °C. La temperatura más baja registrada fue de -37 °C, en Shelbyville, el 28 de enero de 1963.
Durante el verano, las temperaturas más altas se registran en el oeste, donde las altitudes son más bajas. La temperatura media en el verano, en el extremo occidental de Kentucky, es de 28 °C, en el centro-sur es de 25 °C, y en el este, es de 23 °C. La media de las mínimas en el verano es de 18 °C, y de las máximas, 30 °C. Las extremas varían entre 10 °C y 42 °C. La temperatura más alta registrada en Kentucky fue de 46 °C, en Greensburg, el 28 de julio de 1930.
La tasa de precipitación media anual de lluvia del estado es de 117 centímetros. El sur posee tasas de precipitación levemente mayores que en el norte. Las tasas de precipitación media anual de nieve es de 30 centímetros. El sur registra cerca de 20 centímetros anuales de nieve, mientras que el norte registra cerca de 50 centímetros anuales.

## Administración y política

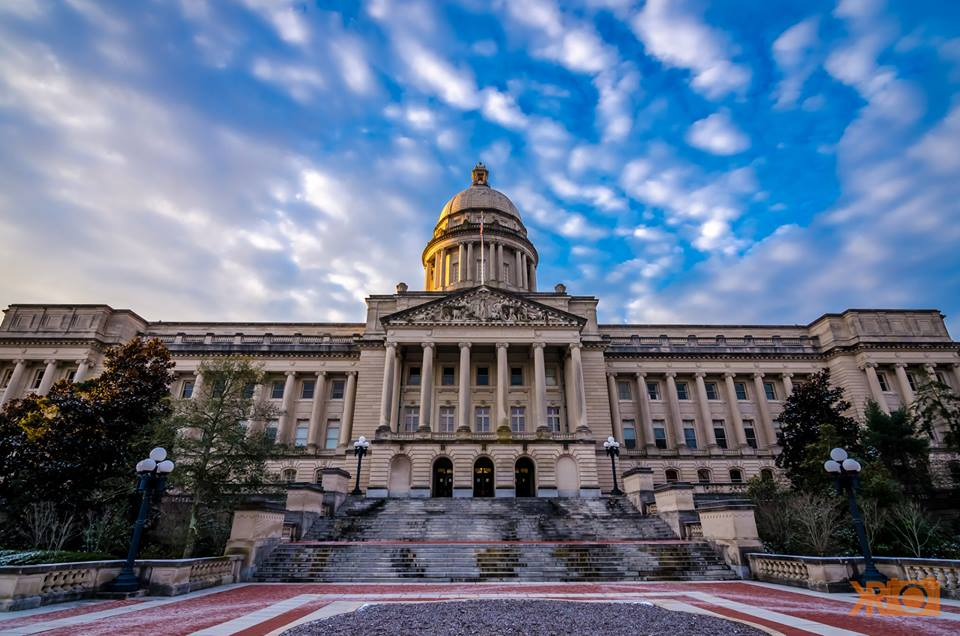
Capitolio de Kentucky, en Frankfort.

La actual Constitución de Kentucky fue adoptada en 1891. Otras Constituciones más antiguas fueron adoptadas en 1792, 1799 y en 1850. Se pueden proponer enmiendas a la Constitución por el Poder Legislativo de Kentucky. Para ser aprobadas las enmiendas creadas por una de las cámaras del Poder Legislativo, necesitan recibir al menos tres cuartos de los votos del Senado y de la Cámara de los Representantes del Estado, y dos tercios de los votos de la población electoral de Kentucky, en un referéndum.
A la cabeza del Poder Ejecutivo en Kentucky están el Gobernador y el Teniente Gobernador. El Gobernador es elegido para mandatos de hasta 4 años de duración. Una persona puede ejercer el cargo como máximo en dos periodos.

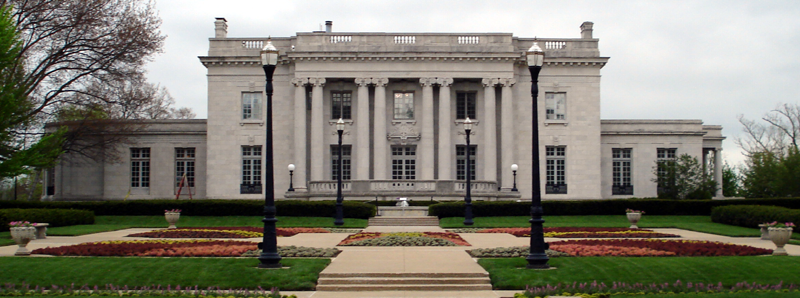
La residencia del gobernador del estado en Frankfort.

El Poder Legislativo de Kentucky está constituido por el Senado y por la Cámara de Representantes. El Senado posee un total de 38 miembros, mientras que la Cámara de los Representantes posee un total de 100 miembros. Kentucky está dividido en 38 distritos senatoriales y 100 distritos representativos. Los electores de cada distrito eligen un senador/representante, que irá a representar tal distrito en el Senado/Cámara de los Representantes. Los senadores son elegidos por cuatro años y los representantes por dos años.
El más alto Tribunal del Poder Judicial de Kentucky es la Corte Suprema de Kentucky, compuesta por siete jueces, uno de los cuales es escogido por el grupo para actuar como jefe de justicia. Otras cortes de justicia son la Court of Appeals of Kentucky, compuesta por 14 jueces, y 56 Tribunales de Distrito, con un número de jueces que varía en cada distrito. Todos los jueces del Poder Judicial de Kentucky son elegidos por la población del estado, para mandatos de hasta 8 años de duración, siendo los jueces de las cortes distritales electos por la población de sus respectivos distritos.
Kentucky está dividido en 120 condados. El gobierno de los condados, conforme a la Constitución de Kentucky de 1891, se establece con un juez/ejecutivo del Condado, (antes llamado juez del Condado) que está al frente del poder ejecutivo, y con una legislatura llamada Tribunal Fiscal. A pesar del nombre, el Tribunal Fiscal ya no tiene funciones judiciales. Los condados de Fayette y Jefferson son administrados por un alcalde y un Consejo municipal. Kentucky no posee villas o ciudades secundarias (towns). Toda comunidad urbana con un ayuntamiento es una ciudad primaria (city). Sin embargo, el gobierno del estado divide las ciudades del estado en seis clases, que varían de acuerdo con la población de la ciudad en cuestión. Las ciudades de primera clase poseen más de 100 mil habitantes, las de segunda clase de 20 a 100 mil habitantes, las de tercera clase de 8 a 20 mil, las de cuarta de 3 a 8 mil, las de quinta de mil a tres mil, y las de sexta clase, menos de mil habitantes. Las ciudades de mayor clase poseen mayores poderes y responsabilidades que las de clases menores. Los condados están encargados de suministrar la mayoría de los servicios gubernamentales a las ciudades de menores categorías que, en las ciudades de categoría más elevada, serían de responsabilidad de la ciudad.
Más de la mitad del presupuesto del gobierno de Kentucky está generada por impuestos estatales. El resto proviene de fondos recibidos del gobierno federal y de préstamos. En 2002, el gobierno del estado gastó 18.400 millones de dólares, habiendo generado 16.100 millones. La deuda gubernamental de Kentucky es de 9 mil millones de dólares. La deuda per cápita es de 2.210 dólares, el valor de los impuestos estatales per cápita es de 1950 dólares, y el valor de los gastos gubernamentales per cápita es de 4500 dólares.
Durante cerca de un siglo después del fin de la guerra civil estadounidense, Kentucky estuvo dominado por el Partido Demócrata. Sin embargo, el Partido Republicano ha crecido en el estado desde la década de 1930. Desde la década de 1960, tanto demócratas cuanto republicanos ha elegido un número semejante de gobernadores y otros oficiales del Ejecutivo y de miembros del Legislativo del estado. A nivel nacional, sin embargo, los republicanos dominan actualmente Kentucky, y la mayoría de los representantes estatales en el Congreso de los Estados Unidos son republicanos. Kentucky votó a los republicanos en cinco de las últimas siete elecciones presidenciales, aunque apoyó a los candidatos demócratas del Sur. Votó al demócrata Jimmy Carter en 1976 y a Bill Clinton en 1992 y 1996, y al republicano George W. Bush en 2000 y 2004. Bush ganó los 8 votos electorales del estado de manera aplastante en 2004 por un margen de 20 puntos porcentuales y el 59,6% de los votos.
Kentucky es uno de los cuatro estados estadounidenses que usa el término Commonwealth en su nombre, los otros tres son Massachusetts, Pensilvania y Virginia. El gobierno de Kentucky decidió usar este término basándose en Virginia (que también usa esta definición). Cuando el estado de Kentucky entró a formar parte de la Unión en 1792, la gran mayoría de la población de Kentucky era nativa de Virginia, que entrara en la Unión en 1788, ya con el término Commonwealth. Kentucky es también uno de los solo cinco estados que elige a su gobierno estatal en años impares (los otros son Luisiana, Misisipi, Nueva Jersey y Virginia). Kentucky celebra elecciones estatales cada 4 años en los años que preceden a años de elección Presidencial. Así, dado que Kentucky eligió gobernador en 2015, la siguiente elección gubernativa ocurrirá en 2019.

## Demografía
De acuerdo con el censo nacional de 2000 de la Oficina del Censo de los Estados Unidos, la población de Kentucky en ese año era de 4.041.769 habitantes, un crecimiento del 10% en relación con la población del estado en 1990. Una estimación realizada en 2005 calcula la población del estado en 4.173.405 habitantes, un crecimiento del 12,8% en relación con la población en 1990, del 3,2%, en relación con la población en 2000, y del 0,8% en relación con la población estimada en 2004. 
El crecimiento de la población natural de Kentucky entre 2000 y 2005 fue de 77.156 habitantes (287.222 nacimientos, 210.066 fallecimientos) el crecimiento causado por la inmigración fue de 27.435 habitantes, y la migración interestatal se incrementó en 32.169 habitantes. Entre 2000 y 2005, la población de Kentucky se incrementó en 131.120 habitantes, y entre 2004 e 2005, en 31.570 habitantes. El 2,3% de la población del estado (95.000 habitantes) no nacieron en los Estados Unidos.
Cerca del 48% de la población de Kentucky vive en regiones metropolitanas. Los núcleos metropolitanos de Kentucky son Louisville, Lexington, Cincinnati (localizado en Ohio, parte de la región metropolitana localizada en Kentucky), Hopkinsville-Clarksville (la última localizada en Tennessee), Henderson-Evansville (la última localizada en Indiana), Ashland-Huntigton (la última localizada en Virginia Occidental) y Owensboro.
La población total de Kentucky ha crecido durante cada década desde que existen registros de datos. Sin embargo durante la mayor parte de las décadas del siglo XX también ha aumentado la emigración neta de Kentucky. Desde 1900, los condados rurales de Kentucky han experimentado una pérdida neta de más de 1 millón de personas a causa de la emigración, mientras las áreas urbanas han experimentado una leve ganancia neta.

### Razas y etnias
| Raza y etnia                              | Alone | Alone | Total | Total |
| ----------------------------------------- | ----- | ----- | ----- | ----- |
| Blanco no hispano                         | 81.3% | 81.3  | 85.0% | 85    |
| Negros no hispano                         | 7.9%  | 7.9   | 9.4%  | 9.4   |
| Hispano o Latino                          | —     |       | 4.6%  | 4.6   |
| Asiáticos                                 | 1.6%  | 1.6   | 2.1%  | 2.1   |
| Nativos                                   | 0.2%  | 0.2   | 1.8%  | 1.8   |
| Estadounidenses de las islas del Pacífico | 0.1%  | 0.1   | 0.2%  | 0.2   |
| Otro                                      | 0.3%  | 0.3   | 0.9%  | 0.9   |

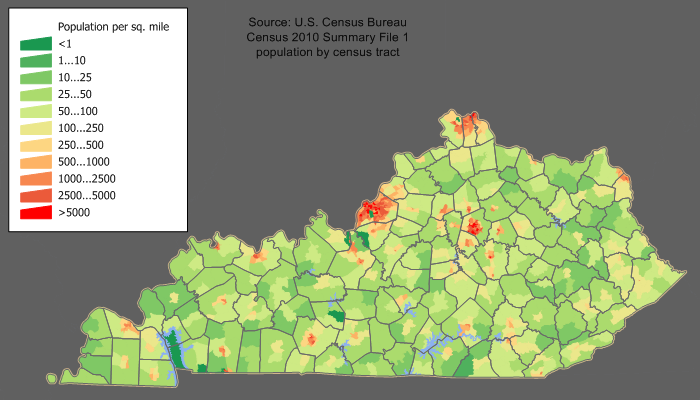
Densidad de población en Kentucky.

Según un censo de 2006 la composición racial de la población de Kentucky:
- 89,5% blancos
- 7,4% afroamericanos
- 0,9% asiáticos
- 0,2% nativos norteamericanos
- 1,2% dos o más razas
- 0,8% otras razas

- Origen hispano o latino de cualquier raza: 2,0%
- Solo blancos, sin origen hispano o latino: 88,3%

La edad media de la población es de 37,3 años.
Los cinco mayores grupos de Kentucky por su ascendencia son: estadounidenses, que componen el 20,9% de la población (la gran mayoría son descendientes de ingleses y escoceses), alemanes (12,7%) irlandeses (10,5%), ingleses (9,7%) y afroamericanos (7,3%).

### Educación

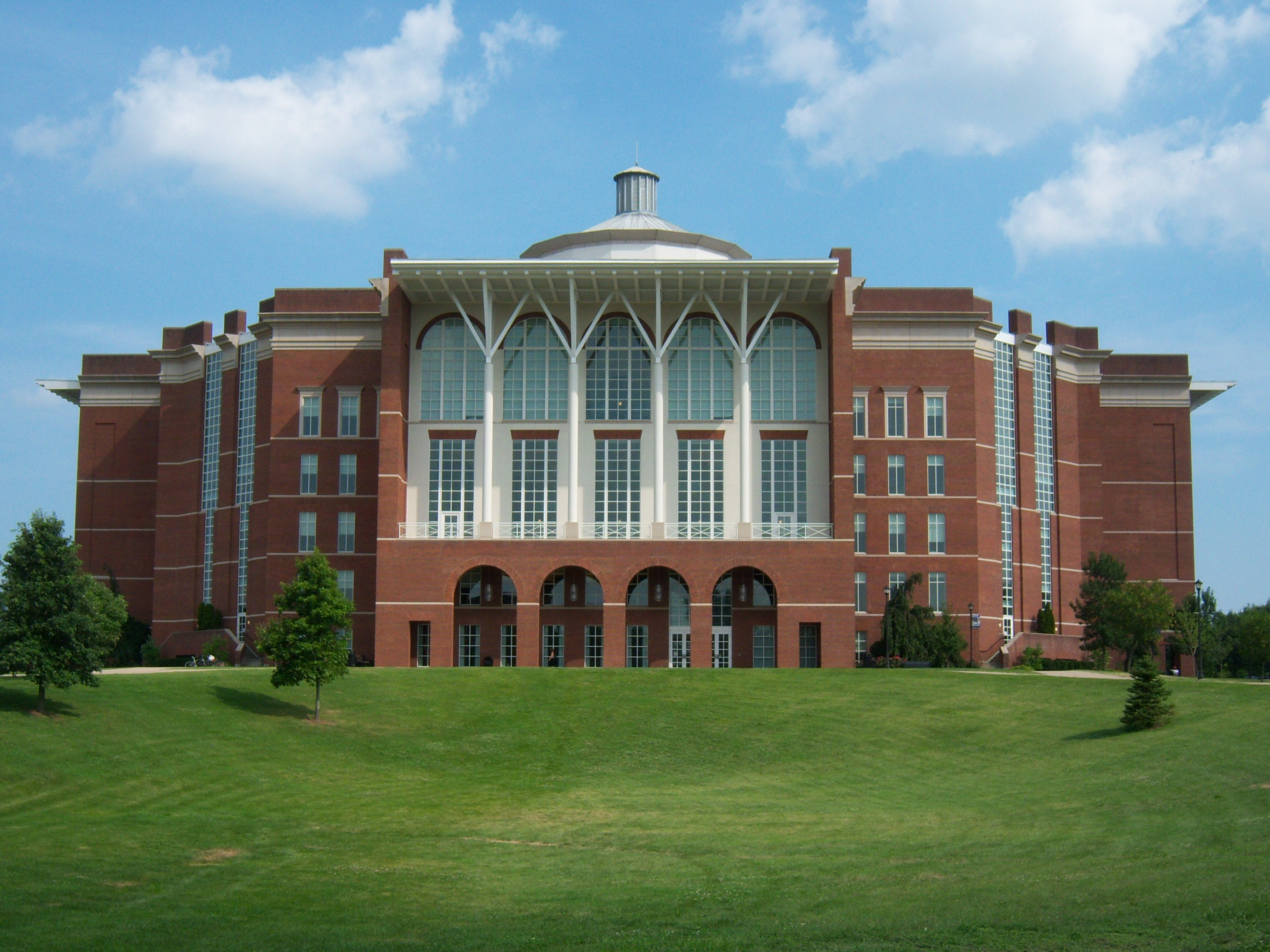
Biblioteca William T. Young de la Universidad de Kentucky.

La primera escuela pública de Kentucky fue fundada en 1775 en Harrodsburg. Posteriormente otras ciudades fundaron algunas escuelas en sus áreas urbanas. Estas escuelas, inicialmente, eran totalmente administradas y financiadas por las ciudades. En 1837 el gobierno del estado decidió crear un sistema estatal de educación pública, pasando a aportar fondos para la creación y funcionamiento de estas escuelas. 
En Kentucky se han desarrollado muchas reformas educativas durante las dos últimas décadas. En junio de 1989, la Corte Suprema de Kentucky dictaminó que el sistema de educación del estado era inconstitucional. La respuesta de la Asamblea General fue la aprobación de la Ley de Reforma de Educación de Kentucky —Kentucky Education Reform Act(KERA)— al año siguiente. Unos años más tarde, Kentucky ha mostrado progresos, pero la mayoría está de acuerdo en que es necesaria una reforma adicional.
Actualmente, todas las instituciones educativas en Kentucky necesitan seguir las reglas y patrones dictados por el Consejo Estatal de Educación de Kentucky. Este consejo controla directamente el sistema de escuelas públicas del estado, que está dividido en diferentes distritos escolares. El Consejo está compuesto por siete miembros elegidos por el gobernador y aprobados por el Senado, para mandatos de hasta cuatro años de duración. En las ciudades con más de ocho mil habitantes, la responsabilidad de la administración del sistema escolar público es de los distritos municipales, mientras que en regiones menos densamente habitadas, esta responsabilidad es de los distritos escolares, que operan en todo el condado. Kentucky permite la existencia de «escuelas chárter» —escuelas públicas independientes, que no son administradas por distritos escolares, pero que dependen de presupuestos públicos. La atención escolar es obligatoria para todos los niños y adolescentes con más de seis años de edad, hasta la conclusión de la enseñanza secundaria, o hasta los dieciséis años de edad.
En 1999, las escuelas públicas del estado atendieron cerca de 648.000 estudiantes, empleando aproximadamente 42.000 profesores. Las escuelas privadas atendieron cerca de 75.000 estudiantes, empleando aproximadamente 5.500 mil profesores. El sistema de escuelas públicas del estado consumió cerca de 3.646 millones de dólares, y el gasto de las escuelas públicas fue de aproximadamente 6.400 dólares por estudiante. Cerca del 80% de los habitantes del estado con más de veinticinco años de edad poseen un diploma de enseñanza secundaria.
La primera biblioteca pública de Kentucky fue fundada en 1795, en Lexington, aunque los usuarios de estas bibliotecas tenían que pagar una tasa mensual para tener el derecho de tomar prestado material bibliotecario. Actualmente, todas las ciudades con más de 8 mil habitantes administran al menos una biblioteca pública, mientras que los condados administran bibliotecas localizadas en varias ciudades con menos de 8 mil habitantes.
La primera institución de educación superior de Kentucky fue la Universidad de Transylvania, fundada en 1780, en Lexington, la primera universidad establecida al oeste de los montes de Allegheny y solo la 16.ª en los Estados Unidos. Otra universidad del estado, el Berea College, fue el primer college no segregado, coeducadional, del Sur. Kentucky es sede de 8 universidades públicas. Además, el estado dispone 16 colleges técnicos y más de 30 colleges privados y universidades. La mayor universidad y más reconocida es la Universidad de Kentucky, localizada en Lexington. Los principales centros de educación superior del estado son Louisville y Lexington.

### Religión

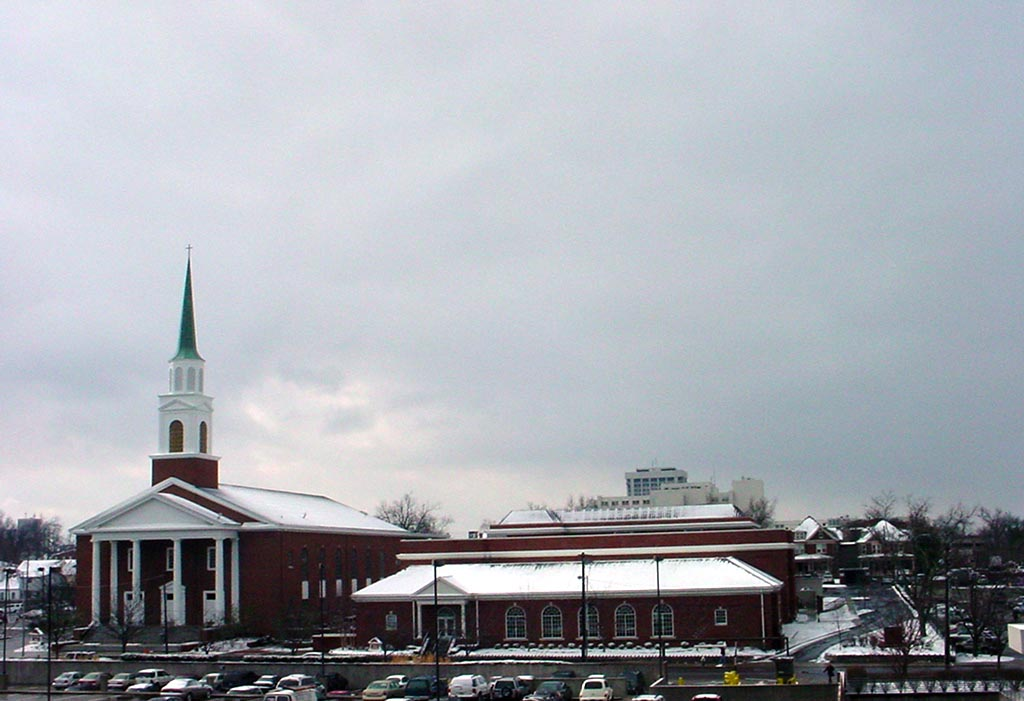
Iglesia bautista del Calvario en Lexington.

En el año 2000, la Association of Religion Data Archives realizó un informe en el que, de los 4.041.769 residentes de Kentucky:
- 33,68% eran miembros de las Iglesias Evangélicas
  - Convención Baptista del Sur (979.994 miembros, 24,25%)
  - Iglesias Cristianas Independientes/Iglesias de Cristo (106.638 miembros, 2,64%)
  - Iglesia de Cristo (58.602 miembros, 1,45%)
- 10,05% eran Católicos
- 8,77% pertenecían a iglesias Protestantes
  - Iglesia Unida Metodista (208.720 miembros, 5,16%)
  - Discípulos de Cristo (67.611 miembros, 1,67%)
- 0,05% eran miembros de Iglesias orientales
- 0,88% estaban afiliados a otras teologías
- 46,57% no estaban afiliados con ninguna Iglesia.

### Principales ciudades
| 15 mayores ciudades | Población estimada 2006 |
| ------------------- | ----------------------- |
| Louisville          | 554.496                 |
| Lexington           | 270.789                 |
| Owensboro           | 55.525                  |
| Bowling Green       | 53.176                  |
| Covington           | 42.797                  |
| Richmond            | 31.431                  |
| Henderson           | 27.915                  |
| Hopkinsville        | 27.415                  |
| Frankfort           | 27.077                  |
| Florence            | 26.929                  |
| Jeffersontown       | 25.907                  |
| Paducah             | 25.661                  |
| Nicholasville       | 24.791                  |
| Elizabethtown       | 23.406                  |
| Ashland             | 21.570                  |

Las ciudades más pobladas de Kentucky, así como la mayoría de los condados de mayor crecimiento, están concentrados en un área conocida como Golden Triangle (Triángulo Dorado), en la región Bluegrass, en el centro-norte del estado. Las excepciones son los condados de Hardin, LaRue y Meade, localizados al suroeste del estado.
La ciudad más populosa de Kentucky es Louisville. La parte de la región metropolitana de Louisville localizada dentro de Kentucky (otra parte está en Indiana) posee una población de 1.120.039 habitantes. La segunda es Lexington, que poseía, con su región metropolitana, una población de 635.547 habitantes en 2005. Los siete condados localizados en el extremo norte, en la región llamada Northern Kentucky, que forma parte de la región metropolitana de Cincinnati (ciudad localizada en el estado vecino de Ohio) poseían en conjunto 403.727 habitantes en 2005. Las regiones metropolitanas Louisville y Lexington, más la de Northern Kentucky, poseían una población combinada de 2.159.313 habitantes en 2005, que supone el 51,7% de la población del estado. Solo tres estados de los Estados Unidos tienen capitales con menor población que la capital de Kentucky, Frankfort, y son Augusta (Maine), con 18.560 habitantes, Pierre (Dakota del Sur), con 13.876 y Montpelier (Vermont), con 8.035 habitantes.

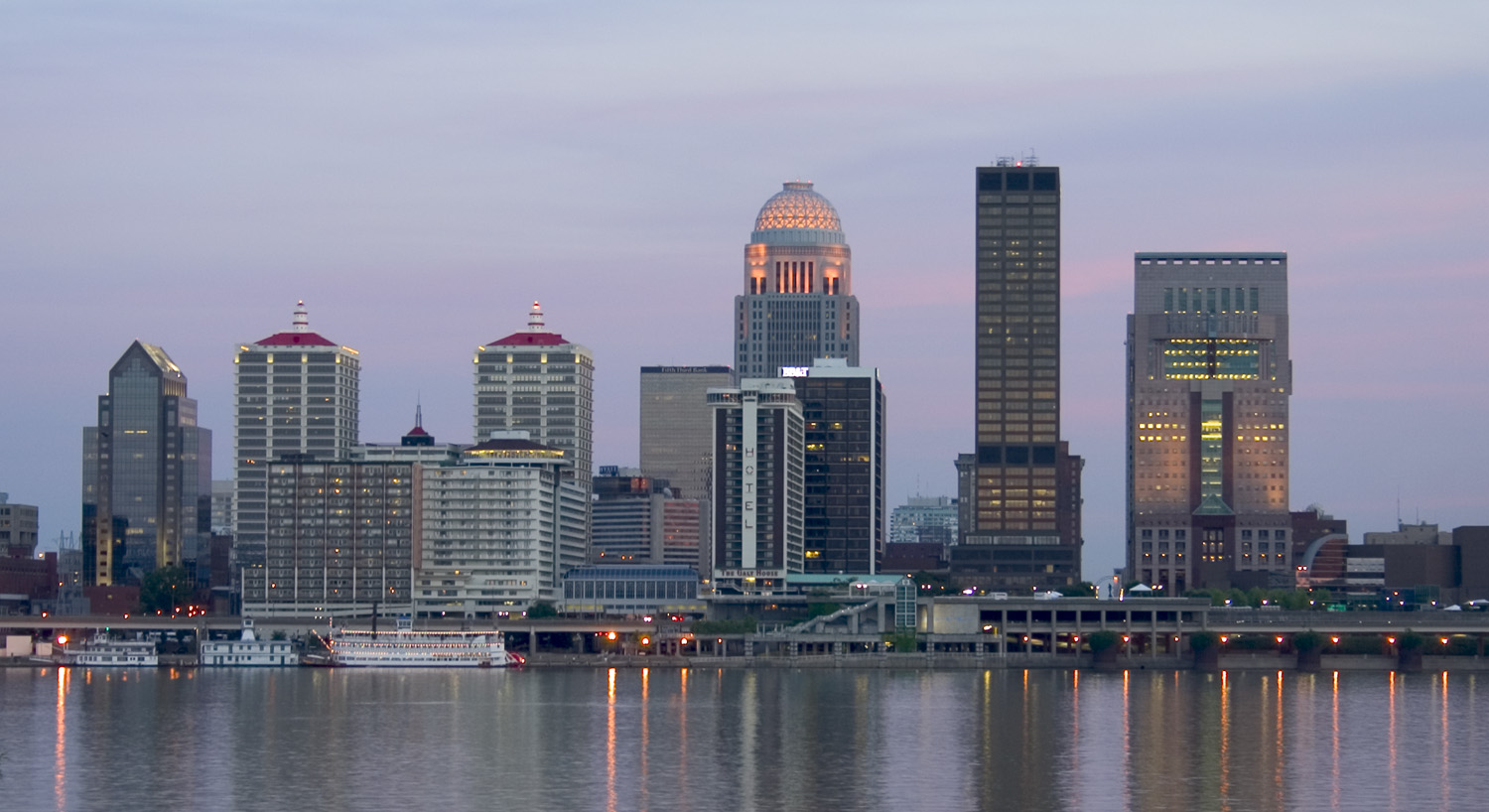
Louisville.

Las otras dos áreas urbanas en rápido crecimiento son Bowling Green y la región metropolitana centralizada en las ciudades de Somerset, London y Corbin. Aunque Somerset sea la única ciudad de esta región metropolitana que posee más de diez mil habitantes, la región ha experimentado un gran crecimiento de población, juntamente con un gran aumento en el número de puestos de trabajo en el área, y es considerada por muchos geógrafos como la próxima gran área urbanizada de Kentucky.

### Condados
A pesar de ocupar el puesto trigésimo séptimo en cuanto a tamaño entre los 50 estados que conforman el país, Kentucky es el tercer estado en cuanto a número de condados, por detrás de los 254 de Texas y los 159 de Georgia. La motivación original para tener tantos condados era asegurar que los residentes, en los tiempos en que había malos caminos y se viajaba a caballo, podrían hacer un viaje de ida y vuelta de su casa a la capital del condado y regresar en un solo día. Más tarde, sin embargo, la política comenzó a jugar también un papel en la motivación, con ciudadanos que, por discrepancias con el gobierno del condado, simplemente presentaban una solicitud al estado para crear un nuevo condado. La Constitución de Kentucky de 1891 fijó límites más estrictos para la creación de condados, que hacen que en la actualidad sea muy difícil la creación de un nuevo condado, y que desde la constitución de 1891 solo se haya creado el condado de McCreary.

## Economía

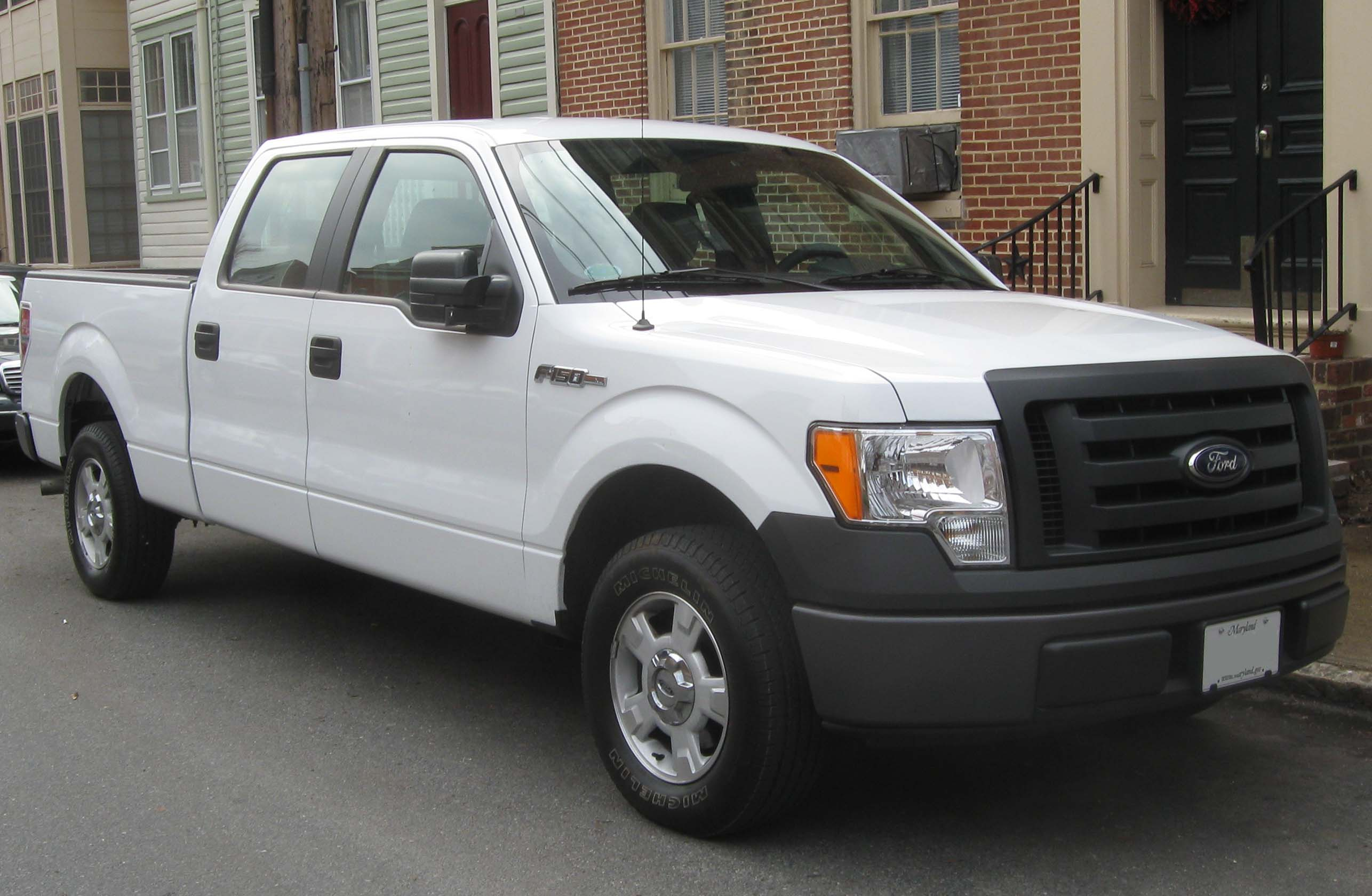
La camioneta más vendida de Estados Unidos, la Serie F de Ford, se fabrica en Louisville.

El producto interior bruto de Kentucky, en 2006, fue de 146 mil millones de dólares, el 26.º de Estados Unidos. Asimismo, la renta per cápita fue 29.719 dólares, de una de las más bajas del país (47.ª de 50 estados). La tasa de desempleo de Kentucky es del 5,7%, también es una de las más altas de EE. UU. (46.ª).
El sector primario supone un 2% del PIB de Kentucky. La agricultura y la ganadería suponen conjuntamente un 2% del PIB. A pesar de ser el 14.º estado más pequeño en términos de superficie de los Estados Unidos, Kentucky es el 5.º en número total de granjas, con más granjas por kilómetro cuadrado que cualquier otro estado estadounidense. El tamaño de granja medio en el estado es de solo 0,6 km². Los principales productos agropecuarios del estado son los caballos, el ganado vacuno, tabaco, productos lácteos, cerdos, soja y maíz. Kentucky se sitúa en 8.ª y 12.ª posición a escala nacional en producción de carne y ganado vacuno], respectivamente, y 14.º en producción de maíz.
El sector secundario supone un 34% del PIB. El valor total de los productos fabricados en el estado es de 34 mil millones de dólares. Los principales productos industrializados fabricados en Kentucky son vehículos, equipamientos de transporte, productos químicos (principalmente fertilizantes), maquinaria y alimentos industrialmente procesados. La industria de transformación de materias primas significa un 27% del PIB del estado, empleando aproximadamente a 335 mil personas. La industria de la construcción responde por un 5% del PIB y emplea aproximadamente a 137 mil personas. La minería responde por un 2% del PIB de Kentucky, empleando a cerca de 23 mil personas. El principal recurso natural minero en el estado es el carbón. Kentucky se sitúa en 4.ª posición entre los estados estadounidenses en ensamblaje de automóviles y camiones.
El sector terciario supone un 64% del PIB de Kentucky. Los servicios comunitarios y personales suponen un 16% del PIB del estado, y emplea a más de 615 mil personas, con el turismo como principal Los servicios financieros e inmobiliarios significan cerca de un 12% del PIB, empleando aproximadamente a 132 mil personas. El comercio al por mayor y al por menor supone un 15% del PIB, y emplea aproximadamente a 500 mil personas. Los servicios gubernamentales suponen un 13% del PIB, empleando a unas 350 mil personas. Transportes, telecomunicaciones y servicios públicos emplean a cerca de 128 mil personas, lo que significa un 8% del PIB de Kentucky. Con seis áreas nacionales, 49 parques estatales y cientos de atracciones recreativas, naturales, históricas, y culturales, Kentucky está lleno de oportunidades para los viajeros. El turismo y los viajes son la tercera industria productora de ingresos de Kentucky, contribuyendo con 8,8 mil millones de dólares a la economía del estado en 2001.
Cerca de un 97% de la electricidad generada en el estado es producida por centrales termoeléctricas a carbón, y el resto se produce en su mayor parte en centrales termoeléctricas a gas natural.

## Infraestructura

### Transporte

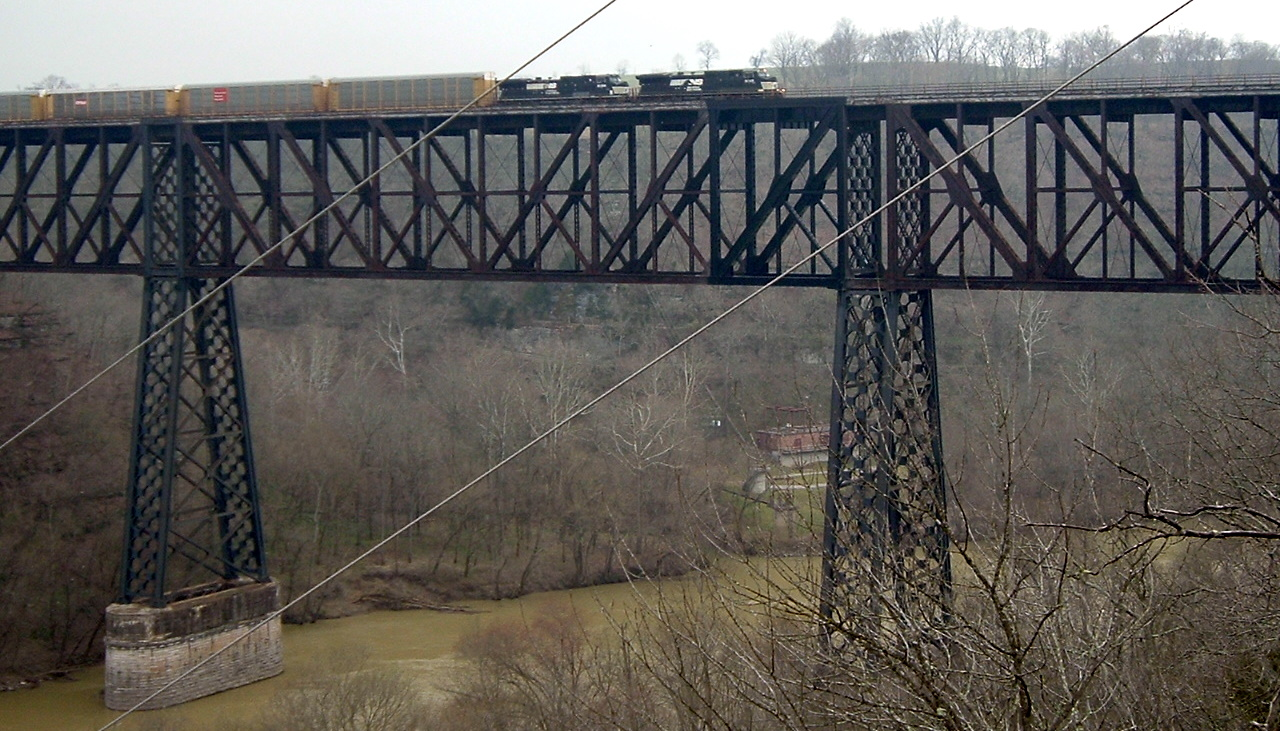
El Puente Alto sobre el río Kentucky llegó a ser el puente ferroviario más alto del mundo cuando se inauguró en 1877.

Inicialmente, numerosas carreteras de Kentucky eran privadas, y los usuarios tenían que pagar peaje para poder usarlas. Posteriormente, Kentucky compró todas las carreteras localizadas dentro de la región, expandió el sistema de carreteras del estado, y liberalizó estas carreteras. Con excepción de ciertas carreteras de pequeña importancia, que son privadas, ninguna carretera del estado es de pago. En 2003, Kentucky poseía 123.937 kilómetros de vías públicas, de los cuales 1.228 kilómetros eran carreteras interestatales, considerados parte del sistema federal de carreteras de Estados Unidos. 
Kentucky inicialmente se desarrolló gracias a sus ríos, que permitían el transporte de sus productos agropecuarios hacia otras regiones del país. Posteriormente el ferrocarril tomó el lugar de los pequeños puertos fluviales del estado. Actualmente, el único puerto de relativa importancia es el puerto de Louisville. 
Amtrak, el sistema ferroviario nacional de pasajeros, ofrece servicio de transporte de pasajeros entre las principales ciudades del estado. El carbón es la carga más habitual en los trenes de mercancías, con un 79% de las mercancías cargadas y el 64% de las descargas. Kentucky posee aproximadamente 4.250 kilómetros de vías férreas. 
El aeropuerto con mayor movimiento de Kentucky es el Aeropuerto Internacional de Cincinnati-Northern Kentucky, localizado en el norte de Kentucky, pero sirve principalmente a Cincinnati (Ohio). Otro aeropuerto importante es el Aeropuerto Internacional de Louisville, uno de los más importantes del mundo en transporte de mercancías al ser la sede mundial de UPS.

### Medios de comunicación
El primer periódico publicado en Kentucky fue The Kentucky Gazette, publicado por primera vez en Lexington, en 1787. El periódico más antiguo de Kentucky aún en circulación es The Advertiser, publicado por primera vez en 1818, en Louisville. Actualmente se publican cerca de 160 periódicos, de los cuales cerca de 20 son diarios. La primera estación de radio de Kentucky fue fundada en 1922, en Louisville, y la primera estación de televisión del estado fue fundada en 1948, también en Louisville. Actualmente, Kentucky posee cerca de 200 estaciones de radio y aproximadamente 30 estaciones de televisión.

## Cultura

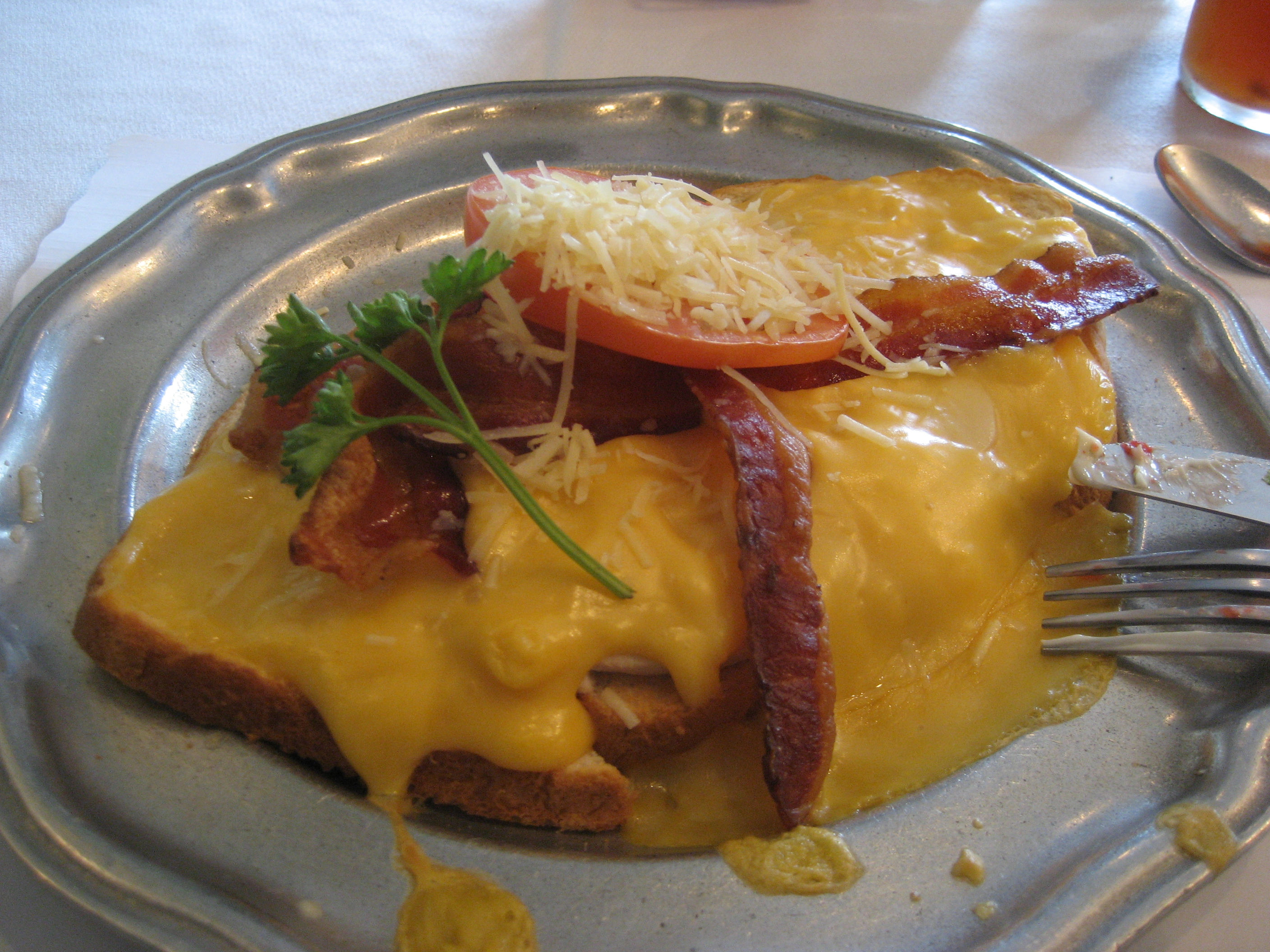
El sándwich Hot Brown.

Aunque se considere generalmente que la cultura de Kentucky es del Sur, también se encuentra bajo la influencia del Medio Oeste y del sur de los Apalaches. El estado es conocido por sus destilerías de bourbon whisky, carreras de caballos y juegos de azar. Kentucky es más similar culturalmente al Alto Sur en términos de ascendencia, que es predominantemente estadounidense. No obstante, durante el siglo XIX, el estado de Kentucky recibió un número considerable de inmigrantes alemanes e irlandeses, que se asentaron principalmente en el Medio Oeste. Solo Maryland, Delaware, Virginia Occidental y Oklahoma tienen porcentajes de ascendencia alemana más altos que Kentucky entre estados definidos por la Oficina del Censo de los EE. UU. como del Sur. Kentucky era un estado de esclavos, y los negros suponían más de un cuarto de su población. Sin embargo, el estado carecía de sistema de plantación de algodón y nunca tuvo el mismo alto porcentaje de afroamericanos de la mayor parte de los otros estados esclavistas. Con menos del 8% de población negra, Kentucky raramente se incluye en las actuales definiciones del llamado «Cinturón Negro» de Estados Unidos, a pesar de tener una población afroamericana rural relativamente significativa en las áreas centrales y occidentales del estado. Kentucky adoptó el sistema de Jim Crow de segregación racial en la mayor parte de las esferas públicas después de la Guerra Civil, pero el estado nunca privó del derecho al voto a ciudadanos afroamericanos al nivel de los estados del Deep South, e integró pacíficamente sus escuelas después del famoso veredicto Brown v. Board of Education de 1954, adoptando posteriormente las primeras leyes estatales de derechos civiles en el Sur en 1966.
Louisville también es la anfitriona de la Feria del Estado de Kentucky, el Festival de Shakespeare de Kentucky, y el destacado festival de la Convención Nacional de Cuartetos Góspel del Sur.
Owensboro, la tercera mayor ciudad de Kentucky, da crédito a su autodenominado apodo de la «Capital Mundial de la Barbacoa» recibiendo cada año el Festival Internacional Bar-B-Q. Bowling Green, la quinta ciudad más grande de Kentucky y sede de la única planta de montaje en el mundo que fabrica el Chevrolet Corvette, abrió el Museo Nacional del Corvette en 1994.
La pequeña población de Hodgenville, lugar de nacimiento de Abraham Lincoln, recibe la celebración anual del Día de Lincoln, y también celebró en febrero de 2008 la puesta en marcha de la Celebración Nacional del Bicentenario de Abraham Lincoln, conmemoración que se celebrará a lo largo de todo el país durante dos años.

### Deporte

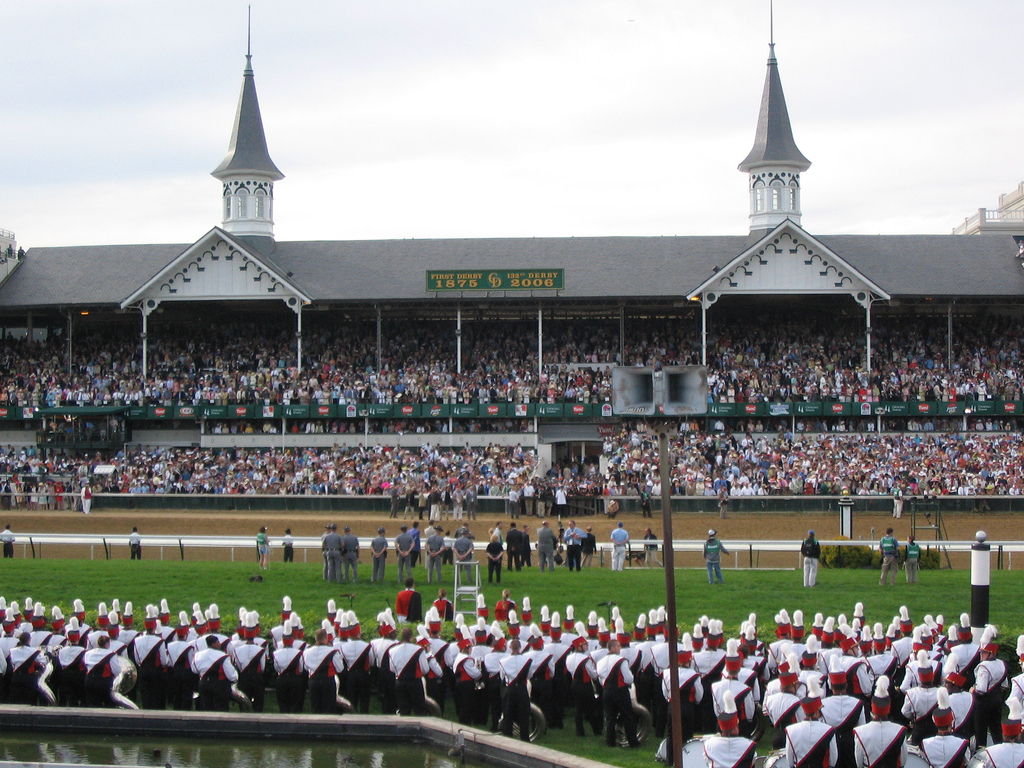
El hipódromo Churchill Downs, en Louisville, alberga la celebración del Derbi de Kentucky.

El Derbi de Kentucky es la carrera de caballos purasangre más famosa del país. Se celebra desde 1875 en el hipódromo de Churchill Downs de la ciudad de Louisville. Forma parte del Festival del Derbi de Kentucky, de dos semanas de duración, que incluye el mayor espectáculo de fuegos artificiales de Estados Unidos, una carrera de barcos a vapor y un certamen de belleza.
Los Kentucky Colonels disputaron la American Basketball Association desde 1967 hasta 1976, pero no participaron en la fusión con la NBA. Louisville también tuvo equipos de la Liga Nacional de Béisbol en las décadas de 1870 y 1890, y la National Football League en la década de 1920.
Los dos equipos deportivos universitarios más destacados de Kentucky son los Kentucky Wildcats y los Louisville Cardinals, que han logrado múltiples campeonatos nacionales de baloncesto masculino de la NCAA.
El club de golf de Valhalla ha sido sede del Campeonato de la PGA de 1996, 2000 y 2014, así como la Copa Ryder 2008. Además, el óvalo de Kentucky Speedway ha sido sede de carreras de automovilismo de la Copa NASCAR y la IndyCar Series.
En Louisville se disputa el Ironman Louisville, un triatlón de larga duración.

### Símbolos del estado
| Insignia            | Símbolo                                                                  | Nomenclatura binominal  | Año de adopción         |
| ------------------- | ------------------------------------------------------------------------ | ----------------------- | ----------------------- |
| Pájaro              | Cardenal                                                                 | Cardinalis cardinalis   | 1926                    |
| Mariposa            | Mariposa virrey                                                          | Limenitis archippus     | 1990                    |
| Baile               | Clogging (video en YouTube)                                              |                         | 2001                    |
| Bebida              | Leche                                                                    |                         | 2005                    |
| Pez                 | Perca moteada                                                            | Micropterus punctulatus | 2005                    |
| Fósil               | Braquiópodo                                                              | indeterminado           | 1985                    |
| Flor                | Solidago                                                                 | Solidago gigantea       | 1926                    |
| Fruta               | Zarza                                                                    | Rubus allegheniensis    | 2004                    |
| Gema                | Perla                                                                    |                         | 1986                    |
| Hierba              | Kentucky Bluegrass                                                       | Poa pratensis           | Tradicional             |
| Lema                | United We Stand, Divided We Fall (Unidos permanecemos, divididos caemos) |                         | 1942                    |
| Lema en latín       | Deo gratiam habeamus (Demos gracias a Dios)                              |                         | 2002                    |
| Caballo             | Purasangre                                                               | Equus caballus          | 1996                    |
| Mineral             | Carbón                                                                   |                         | 1998                    |
| Instrumento musical | Dulcémele de los Apalaches                                               |                         | 2001                    |
| Apodo               | The Bluegrass State                                                      |                         | Tradicional             |
| Piedra              | Ágata de Kentucky                                                        |                         | 2000                    |
| Eslogan             | Kentucky: Unbridled Spirit (Kentucky: espíritu desenfrenado)             |                         | 2004 (votación popular) |
| Suelo               | Crider Soil Series                                                       |                         | 1990                    |
| Árbol               | Tulipanero                                                               | Liriodendron tulipifera | 1994                    |
| Mamífero silvestre  | Ardilla de las carolinas                                                 | Sciurus carolinensis    | 1968                    |
| Canción             | My Old Kentucky Home, de Stephen Foster (versión revisada)               |                         | 1986/1988               |
| Música              | Bluegrass                                                                |                         | 2007                    |